# 1966년 시리아 쿠데타
1966년 시리아 쿠데타는 1966년 2월 21일부터 2월 23일까지 시리아 아랍 공화국 정부가 붕괴한 사건을 일컫는다. 바트당의 국가사령부는 살라 자디드가 이끄는 군사위원회와 지역 사령부에 의해 권력에서 축출되었다.
이 쿠데타는 미셸 아플라크, 살라 알딘 알비타르, 무니프 알라자즈로 대표되는 바트당의 구 세력과 신바트주의 입장을 고수하는 젊은 파벌들 사이의 권력 투쟁이 고조되면서 촉발되었다. 2월 21일, 시리아군의 구 세력 지지자들은 젊은 파벌 세력의 이적을 명령했다. 이틀 후, 군사 위원회는 젊은 파벌을 지원하여 알레포, 다마스쿠스, 데이르에조르, 라타키아에서 폭력적인 전투를 포함한 쿠데타를 시작했다. 쿠데타의 결과로, 바트당의 역사적인 설립자들은 국외로 도피했고 이들은 여생을 망명하며 보냈다.
자디드의 정부는 시리아 역사상 가장 급진적인 행정부였다. 이 쿠데타는 바트당의 시리아 지부와 이라크 지부, 그리고 이들의 각 국가사령부 사이에 영구적인 분열을 일으켰으며, 많은 시리아 바트당 고위 인사들이 이라크로 망명했다. 살라 자디드의 정부는 결국 자디드의 라이벌이었던 하페즈 알아사드가 일으킨 1970년 쿠데타로 인해 붕괴되었다. 그럼에도 불구하고 아사드 정권과 바트당 이라크는 서로에 대한 선전 활동을 계속했고 바트당 분열은 지속되었다.

## 배경

### 권력 강화
1963년 시리아 쿠데타로 정권을 잡은 뒤 혁명사령부 국가평의회(National Council for Revolutionary Command) 내 나세르주의자들과 바트당 사이에 권력 투쟁이 벌어졌다. 나세르주의자들은 가말 압델 나세르의 임기에 1958년부터 1961년까지 존속했던 시리아와 이집트의 연합체인 아랍 연합 공화국의 재설립을 목표로 했으나 바트주의자들은 나세르와의 새로운 연합에 회의적이었고 바트당이 간섭 없이 혼자 시리아를 통치할 수 있는 느슨한 연방을 원했다. 나세르 사람들은 연합에 찬성하기 위해 대규모 거리 시위를 일으켰다. 대다수의 시리아 아랍 민족주의자들이 바트주의 지지자가 아니라 일반적으로 나세르를 지지하고 나세르주의자들이었기 때문에 바트당이 이 문제에 어떻게 대응해야 할지 알기까지는 시간이 걸렸다.
바트당은 국민들의 지지를 얻으려고 하기보다는 시리아군에서의 권력을 공고히 하기로 결정했다. 수백 명의 나세르인과 보수주의자들이 군대에서 숙청되었고, 고위직을 채우기 위해 바트주의자들이 모집되었다. 새로 채용된 바트주의 장교들 대부분은 시골 출신이거나 낮은 사회 계층 출신이었다. 이 바트주의 장교들은 주로 "도시 수니파 중상류층" 장교 군단을 대체했고, "지도적인 소수 장교의 친족"인 시골 배경을 가진 장교 군단으로 대체했다. 이러한 변화는 수니파의 군사 시설에 대한 통제권을 박탈하는 것으로 이어졌다.
시위를 단속하는 데 드는 비용은 합법성을 상실했고, 최초의 바트주의 군사 독재자로 아민 알하피즈가 등장했다. 1965년, 아민 알하피즈는 제6차 전국대표회의에서 사회주의 정책을 채택하였다. 이 채택으로 시리아의 산업과 민간 분야의 많은 부분이 완전히 국유되었고, 중앙통제형 계획 경제가 자리잡게 되었다. 바트당의 정치적 권력으로부터 전복된 상류층으로 구성된 전통적인 엘리트들은 바트당의 사회주의 정책에 위협을 느꼈다. 시리아 무슬림 형제단은 바트당 시리아 지부의 역사적 라이벌이었고, 바트당의 세속주의적 성격에 위협을 느꼈다. 아크람 알호라니 및 그의 지지자들과 시리아 공산당은 바트당이 수립하고 있던 일당제에 반대했다.
수니파 무슬림 대다수는 아랍 민족주의자였지만 바트주의자는 아니어서 소외감을 느끼게 되었다. 바트당은 알라위파, 드루즈, 이스마일파와 같은 소수 집단과 일반적으로 시골 출신의 사람들에 의해 지배되었고 이로 인해 주로 민족적 차이에 기초한 도시와 농촌 간의 갈등을 만들게 되었다. 집권하면서 바트당은 도시 정치에서 주로 반 바트주의 정서로부터 위협을 받았는데, 아마도 바트당이 권력을 유지할 수 있었던 유일한 이유는 다소 조직적이고 분열적인 반대에 직면했기 때문일 것이다.

### 아플라크 지지자들과의 충돌
미셸 아프라크, 살라 알딘 알비타르 및 그 추종자들은 나세르의 이집트와 느슨한 연합을 구축하고 온건한 형태의 사회주의를 구현하고, 그리고 언론의 자유와 사상의 자유를 용인하면서 개인의 권리를 존중하는 일당제 국가를 갖고 싶다는 의미에서 "고전적인" 바트주의를 구현하기를 원했다. 그러나 아플라크 지지세력은 빠르게 배후로 밀려났고, 제6차 전국 바트당 대표대회에서 군사 위원회와 그 지지자들은 마르크스-레닌주의의 강한 영향을 받은 바트주의의 새로운 형태를 만드는 데 성공했다. 이 새로운 형태의 바트주의는 아랍 세계를 통일하는 것보다 "한 나라의 혁명"에 중점을 두었다. 동시에, 제6차 전국대표대회는 시리아에서 사회주의 혁명의 실행을 강조하는 결의안을 시행했다. 이러한 형태의 사회주의 아래에서, 경제는 전체적으로 국가 계획을 고수할 것이고 경제와 외국 무역의 대부분이 국유화될 예정이었다. 신바트주의 지지자들은 이러한 정책들이 노동 착취를 끝낼 것이라고 믿었고, 자본주의는 사라질 것이며, 농업에서는 "토지를 경작하는 사람에게" 토지를 주는 계획을 구상했다. 그러나, 민간 기업은 여전히 소매 무역, 건설, 관광, 그리고 일반적으로 소규모 산업에 존재할 것이었다. 이러한 변화 등은 바트당을 레닌주의 정당으로 재탄생시킬 예정이었다.
1964년 하마와 다른 도시들에서 일어난 폭동의 여파로 급진주의자들은 물러났고 아플라크 지지자들은 짧은 기간 동안 지배권을 되찾았다. 비타르는 국유화 과정을 중단하고 시민 자유와 사유재산에 대한 존중을 재확인하는 새로운 정부를 구성했다. 그러나 이러한 정책 변화는 충분한 지지를 얻지 못했고, 일반 국민들은 여전히 바트당의 통치에 반대했다. 상류층들은 계속해서 자본을 투자하고 나라 밖으로 자본을 밀수출했고, 이러한 자본 손실에 대한 유일한 예측 가능한 해결책은 국유화를 계속하는 것이었다. 바트당의 좌파는 부르주아 계급이 그들이 이전처럼 경제에 대한 완전한 통제권을 부여받지 않는 한 결코 승리하지 못할 것이라고 주장했다. 1966년 쿠데타를 일으키게 된 계기는 바트당의 국가 사령부를 장악한 온건한 아플라크 지지자들과 바트당의 시리아 지역 사령부를 장악한 급진주의자들 사이의 권력 투쟁이었다.

## 권력 투쟁
1964년 폭동이 진압되기 전, 군사 위원회 내에서 국방부 장관 무함마드 움란과 살라 자디드 사이에 권력 투쟁이 시작되었다. 위원회의 가장 고위 위원인 움란은 폭도들과의 화해와 중산층과의 대립의 종식을 원했지만, 대조적으로 자디드는 3월 8일 혁명 정신을 구하기 위해서는 시위자들을 강압하고 억압하는 것이 해결책이라고 믿었다. 이것은 군사 위원회 내의 첫 번째 공개 분열이었고, 다가오는 사건에서 결정적인 것으로 증명되었다. 하페즈 알아사드의 지원으로 군사 위원회는 폭도들에 대한 폭력적인 반격을 시작했고, 이것은 움란의 몰락을 초래했다. 움란은 바트당을 당 국가사령부에 넘겨주겠다는 군사위원회의 계획을 공개함으로써 이에 대응했다. 아플라크 국가사령부 사무총장은 시리아 지역 사령부의 해산을 명령함으로써 폭로에 대응했다. 아플라크는 당의 평당원들이 반발하여 그의 명령을 철회할 수밖에 없었다. 바트주의자 구세력 지지자가 아프라크에게 "그의 당이 여전히 정부에서 얼마나 큰 역할을 했느냐"고 조롱하듯 묻자 아프라크는 "약 1%의 1천분의 1"이라고 대답했다. 움란의 폭로는 그의 망명으로 이어졌고, 이로 인해 국가사령부는 무력해졌다. 군사 위원회는 시리아 지역 사령부를 통제한뒤 부르주아에 대한 공격을 시작했고, 석유 유통, 목화 생산, 그리고 외국 무역의 70%가 포함된 것으로 추정되는 국유화 사업을 재개했다.

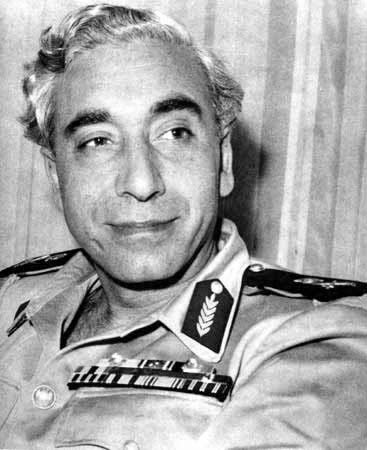
1963년부터 1966년까지 시리아의 대통령이었던 아민 알하피즈.

움란이 실각한 뒤에도 국가사령부와 군사위원회는 바트당을 장악하기 위해 각자의 투쟁을 계속했다. 국가 사령부가 군사위원회를 상대로 당규와 규정을 발동했지만, 투쟁의 주도권은 처음부터 군사위원회에 있음이 분명했다. 군사 위원회가 성공한 이유는 1958년 아플라크의 시리아 지역 지부 해산 명령을 고수하지 않았던 지부 그룹인 지역주의자들과의 동맹 때문이었다. 지역주의자들은 아프라크를 싫어했고 그의 지도력에 반대했다. 아사드는 지역주의자들을 "당의 진정한 세포"라고 불렀다.
군사위원회와 지역주의자들의 연합이 국가사령부를 상대로 벌인 권력 경쟁은 당 구조 내에서 이어졌다. 그러나 군사위원회와 지역주의자들은 당의 구조를 뒤집는 데 성공했다. 1965년 3월 개최된 제2차 지방의회에서는 지역 사령부의 장관을 당연직 국가원수로 하는 원칙을 승인하기로 결정하였고, 지역 사령부는 국무총리, 내각, 참모총장, 군 최고사령관 등을 임명할 수 있는 권한을 획득하였다. 이 변화는 시리아 내정에 대한 발언권이 거의 없었던 국가사령부의 권한을 축소했다. 1965년 4월 제8차 국가회의에서 아플라크는 원래 군사위원회와 지역주의자들에 대한 공격을 시작할 계획이었으나, 레바논 의원 지브란 마즈달라니와 사우디아라비아 의원 알리 간남은 이라크 지역 지부에서 발생한 것처럼 당의 민간 지도부가 제거될 수 있기 때문에 아플라크에게 공격을 하지 말라고 설득했다. 이 결정으로 인해 아플라크의 뒤를 이어 같은 국가 사령부 소속이었던 무니프 알라자즈가 바트당의 사무총장에 선출되었다. 라자즈는 시리아 태생의 요르단인으로, 그의 휘하에서 여러 차례 국가 및 지역 사령부의 합동 회의가 열렸음에도 불구하고 그는 위기를 해결할 만큼 정당 정치에 뿌리를 두고 있지 않았다. 아플라크가 실각한 지 얼마 지나지 않아, 하피즈 지역 사령부 장관은 국가 사령부를 지지하며 지지 세력을 변경했다. 지역 사령부 비서, 대통령 직무회의 의장, 총리, 총사령관을 맡은 하피즈가 시리아의 법적 지도자였지만, 시리아의 실질적 지도자는 지역사령부 사무차장이었던 살라 자디드였다.

## 쿠데타
1963년 아플라크와 군사위원회 사이에 고안된 협정은 정권의 군사 및 민간 부문의 매우 긴밀한 상호 개입으로 이어졌고, 1965년 말까지 시리아 군대의 정치는 바트당의 정치와 거의 동일해졌다. 하피즈, 자디드, 움란 시대의 주요 군사적 주인공들은 더 이상 군복무를 하지 않았고 그들의 권력은 군대와 당에서 그들의 중간 지지자들에게 의존했다. 1965년 11월, 국가사령부는 지역사령부가 국가사령부의 동의 없이 군 장교를 전보하거나 해임하는 것을 금지하는 결의안을 발표했다. 결의안을 들은 자디드는 즉시 반란을 일으켰고, 무스타파 틀라스 대령에게 홈스 수비대의 지휘관들과 그의 부관들 모두 국가 사령부의 지지자들을 체포하라고 명령했다. 이에 대응하여 라자즈는 지역 사령부를 해산하고 비타르를 총리로 임명하는 국가 사령부의 긴급 회의를 요청했다. 하피즈는 새로운 대통령 평의회의 의장이 되었고 시블리 알 아이사미는 그의 대리가 되었다. 움란은 망명에서 소환되어 국방부 장관과 총사령관으로 다시 임명되었고 만수르 알 아트라쉬는 새롭고 확장된 국가혁명위원회의 의장으로 임명되었다. 자디드와 그의 지지자들은 국가 사령부에 전쟁을 일으킴으로써 이에 대응했다. 아플라크 지지자들을 싫어하지도 동정하지 않았던 아사드는 무력 사용을 통한 결전을 지지하지 않았다. 다가오는 쿠데타에 대응하여 아사드는 나지 자밀, 후세인 물힘, 유수프 사이와 함께 런던으로 떠났다.
쿠데타는 1966년 2월 21일 움란이 국방부 장관으로서의 자디드의 핵심 지지자였던 아흐메드 수이다니 소장, 이자드 자디드 대령, 살림 하툼 소장을 전출시키면서 시작되었다. 군사위원회는 다음날 대응할 예정이었지만, 그 전에 국가 사령부를 혼란에 빠뜨리는 계략을 꾸몄다. 이스라엘과 대치 중인 알라위 전선의 압드 알 가니 이브라힘 사령관이 일선 장교들 사이에 다툼이 벌어져 총이 사용됐다고 본부에 보고한 것이 계략이었다. 움란, 알하피즈 및 참모총장은 그곳의 장교단과 긴 토론을 한 뒤 서둘러 골란고원으로 떠났고 그들이 2월 23일 새벽 3시에 돌아왔을 때 그들은 지친 상태였다. 두 시간 후, 새벽 5시에 자디드는 쿠데타를 일으켰다. 얼마 후, 이자드 자디드가 이끄는 전차부대의 지원을 받은 살림 하툼과 리파아트 알아사드가 알하피즈의 사저에 공격을 시작했다. 적극적인 방어에도 불구하고, 하피즈의 군대는 모든 탄약이 소모된 후 항복했다. 알하피즈의 경호대장 마흐무드 무사는 이자드 자디드에게 살해당할 뻔했지만, 하툼에 의해 구출되어 시리아 밖으로 밀반출되었다. 다마스쿠스 외곽에서 저항이 있었고, 하마에서는 틀라스가 반란을 진압하기 위해 홈스에서 군대를 보내야 했고, 알레포에서는 아플라크 충성파가 라디오 방송국을 잠시 통제했고, 라타키아와 데이르에조르에서 일부 저항이 보고되었다. 군사적으로 패배한 이후 정부군의 저항은 거의 무너졌다. 라자즈는 군사적 패배 이후 조직적 저항을 한 유일한 국가 사령부 구성원이었고, 다른 은신처에서 정부에 반대하는 성명을 발표했다.

## 여파

### 새로운 정부
쿠데타 직후, 움란에 충성하는 장교들과 아플라크 지지세력은 군대에서 숙청되었고, 움란과 함께 메즈 감옥에 수감되었다. 자디드 정부의 첫 번째 행동 중 하나는 아사드를 국방부 장관을 임명하는 것이었다. 그러나 아사드는 쿠데타를 지지하지 않았고 만수르 알아트라시, 주브란 마즈달라니, 그리고 다른 아플라크의 지지자들에게 자디드의 행동을 지지하지 않는다고 말했다. 이후 아사드는 르몽드와의 인터뷰에서 바트당이 민주적이었기 때문에 군부의 개입이 유감스러웠으며, 분쟁은 민주적인 방식으로 해결되었어야 했다고 주장했다. 그러나 아사드는 국가 사령부의 독재에 종지부를 찍었기 때문에 그 행동이 필요하다고 생각했다.
자디드 정부는 역사상 시리아에서 가장 급진적인 정부로 일컬어졌다. 자디드는 대내외적으로 경솔하고 급진적인 정책을 펼쳤고, 시리아 사회를 위에서 아래로 뒤집으려 했다. 아사드와 자디드는 이념적으로는 동의했지만, 실제로는 이러한 믿음을 실행하는 방법에 대해서는 동의하지 않았다. 1963년부터 1966년까지 장교들의 주요 의사 결정 과정이었던 군사 위원회는 애초 위원회가 존재했던 핵심 이유인 아플라크 지지세력과의 싸움이 끝났기 때문에 자디드 아래서 중앙 기관의 권한을 잃었다. 자디드가 총리나 대통령직을 획득하거나 차지한 적이 없었지만 1966년부터 1970년까지 논란의 여지 없이 시리아의 통치자였다. 1966년 쿠데타 이전에 자디드는 장교국의 수장이라는 직책을 통해 시리아 군대를 통제했지만, 1966년부터 자디드는 국가를 운영하는 것에 열중하게 되었고, 그 대신 아사드는 군대를 통제하는 임무를 받았다. 이것은 나중에 실수로 판명되었고, 1970년 수정 혁명에서 자디드의 몰락으로 이어졌다.
자디드는 누레딘 알아타시를 대통령, 지역 사령부의 지역 장관, 국가 사령부의 사무총장으로 임명했고, 유수프 주아인은 다시 총리가 되었고, 브라힘 마쿠스는 외무부 장관으로 임명되었다. 다른 인물로는 참모총장으로 임명된 아흐메드 수이다니 전 군사정보부장이 있었고, 무함마드 라바 알타윌 대령이 노동부 장관 및 새로 창설된 인민저항군의 수장으로 임명되었으며 군사위원회의 창립 멤버인 압드 알 카림 알 준디 대령은 농업개혁부 장관으로 임명되었고, 후에, 내무부 장관으로 임명되었다.

### 정부 전복 시도
1966년 시리아 대통령 아민 알 하피즈를 체포한 쿠데타 작전을 이끈 드루즈 장교 살림 하툼은 이후 하페즈 알아사드 및 살라 자디드에 불만을 품고 같은 해 반격을 계획했다. 비록 그는 살라 자디드를 일시적으로 구금할 수 있었지만, 그의 음모는 군대에 의해 좌절되었고 도망쳐야 했다. 요르단으로 망명한 후, 하툼은 새 정권의 종파적 성격을 비판하고 기자 회견에서 내전에 대해 경고했다.
"시리아의 상황은 살라 자디드와 하피즈 알 아사드와 그들을 둘러싼 단체들이 통치한 종파와 부족 정신의 성장으로 내전으로 위협받고 있었습니다.. 국가 및 그 기관에서 강력한 장소들은 시리아인의 특정 계층만이 진출할 수 있습니다. 따라서, 군대에 있는 알라위파는 다른 모든 종교 공동체들 중 하나에 5 대 1의 비율을 달성했습니다.. 시리아 군인이 그의 자유 장교들에 대해 질문을 받을 때마다, 그의 대답은 그들이 해고되고 쫓겨났으며 알라위 장교들만 남아 있다는 것입니다. 알라위 장교들은 그들의 군사주의가 아닌 그들의 부족을 고수합니다. 그들의 관심사는 살라 자디드와 하피즈 알 아사드의 보호입니다.

1967년 하툼은 신바트주의 정권에 체포되어 사살당했다.

### 신바트주의
시리아의 신바트주의에 대해 일부 사람들이 저명하다고 믿는 에이브러햄 벤추르는 1966년 쿠데타 이후 시리아에서 설파된 바트주의 이념은 일반적으로 아플라크, 비타르 및 아플라크 충성파가 지지하는 이데올로기의 고전적인 형태와 관련이 없기 때문에 신바트주의로 지칭되어야 한다고 주장했다. 무니프 알라자즈는 1961년부터 두 개의 바트당이 존재했다고 말하면서 벤추르의 이론에 동의했다." 알라자즈는 또한 "군사적인 바트당이 명목상으로만 바트주의자로 남아 있었습니다. 그것은 민간인 집단과 연관이 있는 군대 집단에 불과했고 바트주의의 이념은 거의 남아있지 않습니다. 그리고 1959년 카이로에서 불만을 품은 시리아 장교들에 의해 군사 위원회가 설립되었을 때부터, 일련의 사건들과 바트주의의 완전한 부패는 참을 수 없는 논리로 진행되었습니다."라고 말했다. 비타르는 1966년 쿠데타가 "시리아의 바트주의 정치의 종말"을 의미한다고 말하면서 동의했다. 아플라크는 그 감정을 공유하며 "저는 더 이상 제 당을 인정하지 않습니다!"라고 말했다.

### 바트당의 분열

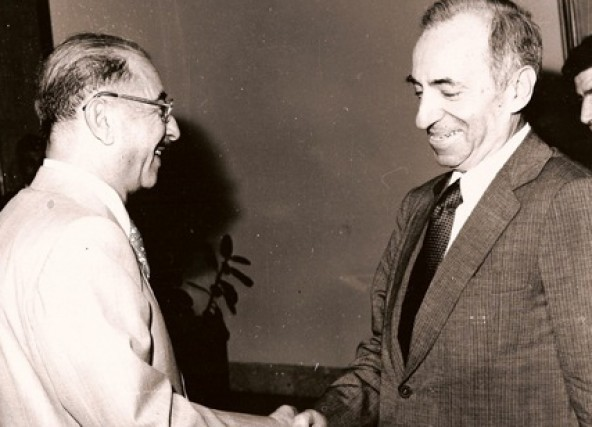
1966년 쿠데타 이후 이라크로 망명한 미셸 아플라크가 1968년 아흐마드 하산 알바크르 이라크 대통령과 만나고 있다. 1966년 쿠데타 이후, 바트당은 시리아 중심파와 이라크 중심파로 분열되었고, 많은 바트당 지부들은 시리아 중심파 대신 이라크 중심파를 지지했다.

아플라크, 비타르, 국가 사령부의 축출은 바트 운동 역사상 가장 깊은 분열이다. 바트당에서 많은 분열과 분란이 있었지만, 아플라크와 비타르는 항상 승리자로 인식되어 있었고 당 지도자로 남아 있었지만, 1966년 쿠데타는 전임자들과는 다른 목표를 가진 새로운 세대의 지도자들을 권력으로 이끌었다. 아프라크와 비타르는 여전히 시리아와 비시리아 지역 지부에 지지자들이 있었지만, 1963년부터 그들에게 자금을 지원한 재정적 수단이 부족해지도록 시리아 지역사령부가 방해했다. 자디드와 그의 지지자들은 이제 시리아를 마음대로 사용할 수 있었고, 이론적으로 새로운 정당 조직을 설립하거나 친아플라크 의견을 강요할 수 있었지만, 대부분의 지역 사령부가 바그다드로 충성도를 변경했기 때문에 효과가 없었다. 그 후 1966년, 최초로 아플리크 축출 후 바트당 국가회의가 열렸고, 새로운 국가 사령부가 선출되었다. 또 다른 변화는 시리아 지역 지부와 새로운 국가 사령부의 이념적 지향성이었다. 아플라크 지지자들은 모든 아랍 바트당과 아랍 세계의 통일을 믿었지만, 시리아의 새로운 지도자들은 이것을 비현실적으로 보았다. 쿠데타 이후, 국가 사령부는 시리아 지역 사령부의 이름 이외에 모든 것에 복종하게 되었고, 아랍이나 시리아 정치에서 효과적인 역할을 하지 않게 되었다.
국가사령부가 추방된 후, 하피즈를 포함한 일부 구성원들은 제9차 바트 국민회의를 소집하고(시리아 "제9차 국민회의"와 차별화하기 위해) 새로운 국가사령부를 선출했으며, 회의에 참석하지 않은 아플라크를 국가사령부의 사무총장으로 선출했다. 비타르와 라자즈 같은 사람들에게 시리아를 떠나는 망명은 너무 힘들었기에 대신 당을 떠났다. 아플라크는 브라질로 이주했고, 1968년까지 그곳에 머물렀다.

#### 당대당 관계
1966년 국가 사령부가 붕괴되었을 때, 이라크 지역 지부는 적어도 말로는 아플라크의 "합법적인 리더십"을 지지했다. 1968년 7·17 혁명으로 이라크 지역 지부가 권력을 되찾았을 때, 아랍 통합이라는 지역 지부의 목표나 시리아 바트당과의 병합이나 화해를 하려는 시도는 없었다.이라크에서 바트당 통치가 확립된 후, 시리아 중심파 바트 운동의 많은 구성원들이 바그다드의 이라크 중심파 바트 운동으로 노선을 변경했지만 극히 소수의 이라크 중심파 바트 운동 구성원들이 시리아 중심파 바트 운동으로 노선을 변경했다. 이 이유는 다마스쿠스에서 망명하는 사람들이 아플라크의 옛 국가 사령부에 충성했기 때문이었다. 비타르, 하피즈, 시블리 알아시미, 엘리아스 파라와 같은 몇몇 나이든 회원들은 이라크를 방문하거나 이라크 지역 사령부의 지역 사무총장인 아흐메드 하산 알바크르에게 축하 메시지를 보냈다. 아플라크는 1968년까지 이라크를 방문하지 않았지만, 1970년 말부터 어떤 결정권도 얻지 못했음에도 이라크 바트당의 관리가 되었다.
처음부터 다마스쿠스 정부는 압도적으로 반 라크 바트주의 선전전을 시작했고, 바그다드에 있는 이라크 정부는 이에 대응했다. 그러나 이라크 바트주의자들은 시리아 지역 지부의 제4차 지역 대회에서 바트당의 통일을 요구한 아사드가 자디드로부터 권력을 장악하는 것을 도왔다. 아사드는 이라크인들에게 아플라크의 역사적 지도력을 인정하겠다고 약속한 것으로 알려졌다. 이라크의 압둘 카림 알 샤이클리 외무장관은 심지어 아사드가 수장으로 있는 시리아 국방부에 자신의 개인 사무실을 가지고 있었다. 그러나, 이라크 지역 지부는 명목상으로만 아랍 민족주의자였고, 사실은 이라크 민족주의자였기 때문에 오해를 해서는 안 된다.
시리아 지역 지부는 아플라크를 "도둑"이라고 비난하기 시작했다. 그들은 아플라크가 자키 알아르수지로부터 바트주의 이념을 훔쳤고 그것을 자신의 것으로 선언했다고 주장했다. 아사드는 아르수지를 바트주의 사상의 주요 창시자로 추앙시켰다. 그러나 이라크 지역 지부는 여전히 아프라크를 바트주의의 창시자로 선언했다. 아사드는 아르수지를 "그 시대의 가장 위대한 시리아인"으로 언급하고 그를 "바트를 정치 운동으로 생각한 최초의 사람"이라고 주장했다." 비타르는 1969년에 "부재중" 사형을 선고받았고, 1971년 아사드 정부에 의해 아프라크는 부재중 사형을 선고받았다. 시리아 지방 지부는 1966년 쿠데타가 일어난 지 얼마 되지 않아 아르수지를 기리기 위해 동상을 세웠다. 그럼에도 불구하고 시리아 외부의 바트주의자들 대다수는 여전히 아르수지가 아닌 아플라크를 바트주의의 주요 창시자로 보고 있다.
이라크 지부가 정권을 잡았을 때 시리아 지부는 보도 자료에서 바트당이 이라크에서 권력을 잡았다고 언급하지 않았다. 예를 들어, 바크르가 이라크의 대통령으로 임명되었다고 언급했지만, 그의 당의 소속에 대해서는 언급하지 않았고, 대신 이 사건을 군사 쿠데타라고 불렀다. 시리아 바트당은 이라크 바트당에게 어떠한 합법성도 부여하지 않았다고 부인했지만, 이라크 바트당은 시리아 바트당에 더 회유적이었다. 예를 들어, 바크르는 이라크 지역 지부가 권력을 잡은 직후 "그들은 바트주의자이고, 우리는 바트주의자이다"라고 말했다. 샤이클리 외무장관은 그 직후 "(이라크와 시리아를 의미하는) 우리 사이에 협력을 방해하는 것은 아무것도 없다"고 말했다. 아사드가 당과 국가 내에서 입지를 강화하는 동시에 시리아 내에서 반이라크 선전은 새로운 정점에 도달했다. 1970년 수정운동 당시 자디드가 아사드에 의해 축출되었을 때 아사드는 이라크 바트당에 대한 태도 변화의 신호를 보내지 않았고, 시리아가 장악한 국가사령부와 시리아 지역사령부의 첫 공동성명에서 그들은 이라크 바트당을 '우파적 패거리'로 지칭했다.

## 같이 보기
- 1961년 시리아 쿠데타
- 1963년 시리아 쿠데타
- 시리아 수정운동